# Сімхаварман VI
Сімхаварман VI (д/н — 1400) — раджа-ді-раджа Чампи в 1390–1400 роках. У в'єтнамських джерелах відомий як Ла Кхай або Ко Тенг.

## Життєпис
Походження достеменно невідоме. Спочатку відомий як Ла Кхай. Брав участьу військових кампаніях раджа-ді-раджи По Бінасуора. 1390 року після загибелі останнього під час чергового походу проти Дайв'єту, Ла Кхай з військом рушив до столиці Чампи — Віджаї. Там почувши новину про загибель батька почали боротьбу за владу його сини Те Мано Занан і Те Шонна. Ла Кхай швидко переміг останніх, які втекли до Дайв'єту.

Чампа у 1400 році

Ла Кхай оголосив себе раджа-ді-раджею, взявши ім'я Сімхаварман VI, тим самим заснувавши Тринадцяту династію. Він вирішив, що потенціалу Чампи недостатньо, щоб контролювати надто велику територію, тому він відмовився від більшості територій, захопленої його попередником. Також відновленню миру з Дайв'єтом спричинили селянські повстання проти династії Чан. 1391 року уклав союз з імперією Мін, номінально визнавши її зверхність.
Сімхаварман VI більше уваги приділяв зміцненю влади свого роду, оскільки підозрював змови родичів і прихильників По Бінасуора. До кінця панування зумів зміцнити внутрішнє становище. Помер 1400 року. Йому спадував син Індраварман VI.